# Mosaic (miniserie televisiva)
Mosaic è una miniserie televisiva statunitense diretta da Steven Soderbergh, trasmessa su HBO dal 22 al 26 gennaio 2018. La miniserie è tratta dal videogioco omonimo, sviluppato dallo stesso Soderbergh.

## Episodi
| nº | Titolo originale         | Prima TV USA    | Prima TV Italia  |
| -- | ------------------------ | --------------- | ---------------- |
| 1  | Meet Olivia Lake         | 22 gennaio 2018 | 30 gennaio 2018  |
| 2  | Moving Forward, Not Back | 23 gennaio 2018 | 30 gennaio 2018  |
| 3  | Zebra-Itis               | 24 gennaio 2018 | 6 febbraio 2018  |
| 4  | Ilsa From Finland        | 25 gennaio 2018 | 13 febbraio 2018 |
| 5  | The Reckoning            | 26 gennaio 2018 | 20 febbraio 2018 |
| 6  | Fact and Fiction         | 26 gennaio 2018 | 20 febbraio 2018 |

## Personaggi e interpreti
- Olivia Lake, interpretata da Sharon Stone doppiata da Cristiana Lionello.
Autrice e illustratrice di libri per bambini.
- Joel Hurley, interpretato da Garrett Hedlund, doppiato da Andrea Mete.
Aspirante artista che vive nella proprietà di Olivia.
- Eric Neill, interpretato da Frederick Weller, doppiato da Simone D'Andrea.
Truffatore e amante di Olivia.
- Petra Neill, interpretata da Jennifer Ferrin, doppiata da Angela Brusa.
Sorella di Eric, inizia le sue indagini per scagionarlo.
- Nate Henry, interpretato da Devin Ratray, doppiato da Fabrizio Vidale.
Detective locale.
- Laura Hurley, interpretata da Maya Kazan.
Moglie di Joel.
- Alan Pape, interpretato da Beau Bridges.
Sceriffo corrotto.
- Michael O'Connor, interpretato da James Ransone.
Vicino miliardario di Olivia cresciuto da lei.
- Frank Scott, interpretato da Jeremy Bobb.
Miglior amico di Joel.
- Melissa Henry, interpretata da Zandy Hartig.
Moglie di Nate.
- Tom Davis, interpretato da Michael Cerveris, doppiato da Enrico Pallini.
Braccio destro di Michael.
- Tia, interpretata da Bridey Elliott.
Insegnante scolastica.
- JC Schiffer, interpretato da Paul Reubens.
Miglior amico di Olivia e confidente.

## Distribuzione
La miniserie, composta da 6 puntate è stata trasmessa negli Stati Uniti dal 22 gennaio al 26 gennaio 2018, mentre in Italia va in onda sul canale satellitare Sky Atlantic dal 30 gennaio 2018. Il primo episodio è stato trasmesso in lingua originale il 23 gennaio 2018.

## Accoglienza
La miniserie è stata accolta positivamente dalla critica. Sull'aggregatore di recensioni Rotten Tomatoes ha un indice di gradimento dell'81% con un voto medio di 8.03 su 10, basato su 21 recensioni. Il commento del sito recita "Mosaic ha abbastanza parti in movimento e ottime interpretazioni, per fornire una gratificante trama del delitto-omicidio, anche se la sua struttura confusa e la narrativa pesante possono ancora lasciare gli spettatori leggermente desiderosi". Su Metacritic, invece, ha un punteggio di 73 su 100, basato su 16 recensioni.
Rob Sheffield di Rolling Stone ha definito la serie come "il miglior ruolo di Sharon Stone da secoli", elogiando lo show per aver mantenuto la sensazione che lo spettatore fosse un detective che cercava di scoprire la verità sulla base di una moltitudine di resoconti. Variety ha elogiato la performance di Weller nei panni di Eric e ha definito Mosaic un solido giallo-thriller. The A.V. Club ha descritto la serie come una delle migliori del 2018, paragonandola a "un film particolarmente buono di Robert Altman" per il modo in cui esplora i personaggi secondari con lo stesso interesse dedicato alla caccia all'assassino.